# Minotaurus
Minotaurus fou una agrupació alemanya de Rock progressiu, Art rock i Rock simfònic dels anys 70.
Fly Away va ser l'únic treball musical que el grup va llençar al mercat. Un àlbum excel·lent i una peça de col·lecció màgica, sobretot, per als amants del Rock progressiu. Les cançons que configuren aquest treball discogràfic, bàsicament, tenen un so còsmic: "Fly Away" fou una peça molt creativa des d'un punt de vista musicològic.